# Eric Pinkins
Eric Pinkins Jr. (Sacramento, 7 agosto 1991) è un ex giocatore di football americano statunitense che ha giocato nel ruolo di safety. Fu scelto nel corso del sesto giro (208º assoluto) del Draft NFL 2014. Al college ha giocato a football alla San Diego State University.

## Carriera universitaria
Pinkins giocò dal 2009 al 2013 con la San Diego State University, guidando nel 2012 la squadra in quasi tutte le categorie difensive. Concluse la sua esperienza nel college football con 172 tackle, 3 sack, 2 fumble forzati e 10 passaggi deviati.

## Carriera professionistica

### Seattle Seahawks
Staten fu scelto nel corso del sesto giro del Draft 2014 dai Seattle Seahawks. Dopo non essere mai sceso in campo nella sua stagione da rookie, debuttò come professionista nella settimana 11 della stagione 2015 contro i San Francisco 49ers. Da quel momento scese in campo in tutte le ultime sette gare tranne una.